# Vogelherd (Naturschutzgebiet, Landkreis Nordhausen)
Das Naturschutzgebiet Vogelherd liegt im Landkreis Nordhausen in Thüringen nordöstlich von Rothesütte, einem Ortsteil der Stadt Ellrich. Das Gebiet beim 634,4 Meter hohen Berg „Vogelherd“ hat eine Fläche von 15,1 ha und wurde 1961 ausgewiesen. Südlich und südwestlich verläuft die B 4 und nördlich die Landesgrenze zu Sachsen-Anhalt.
Das Gebiet mit der Kennung 001 repräsentiert eines der höchstgelegenen Buchenvorkommen des Harzes und die Kampfzone zwischen Buche und Fichte. Die auf Grauwacke und Kieselschiefer stockenden Bestände sind durch Sturm und Raureif gefährdet.
Die vorhandenen Buchen-Jungwüchse wurden durch zeitweilige Einzäunung in den 1960er Jahren zur Ausschaltung des Wildverbisses ermöglicht. Das Naturschutzgebiet dokumentiert den montanen Buchenwald mit den höchstgelegenen Eichenvorkommen und den Übergangsbereich zum Berg-Fichtenwald.